# Oli de palma

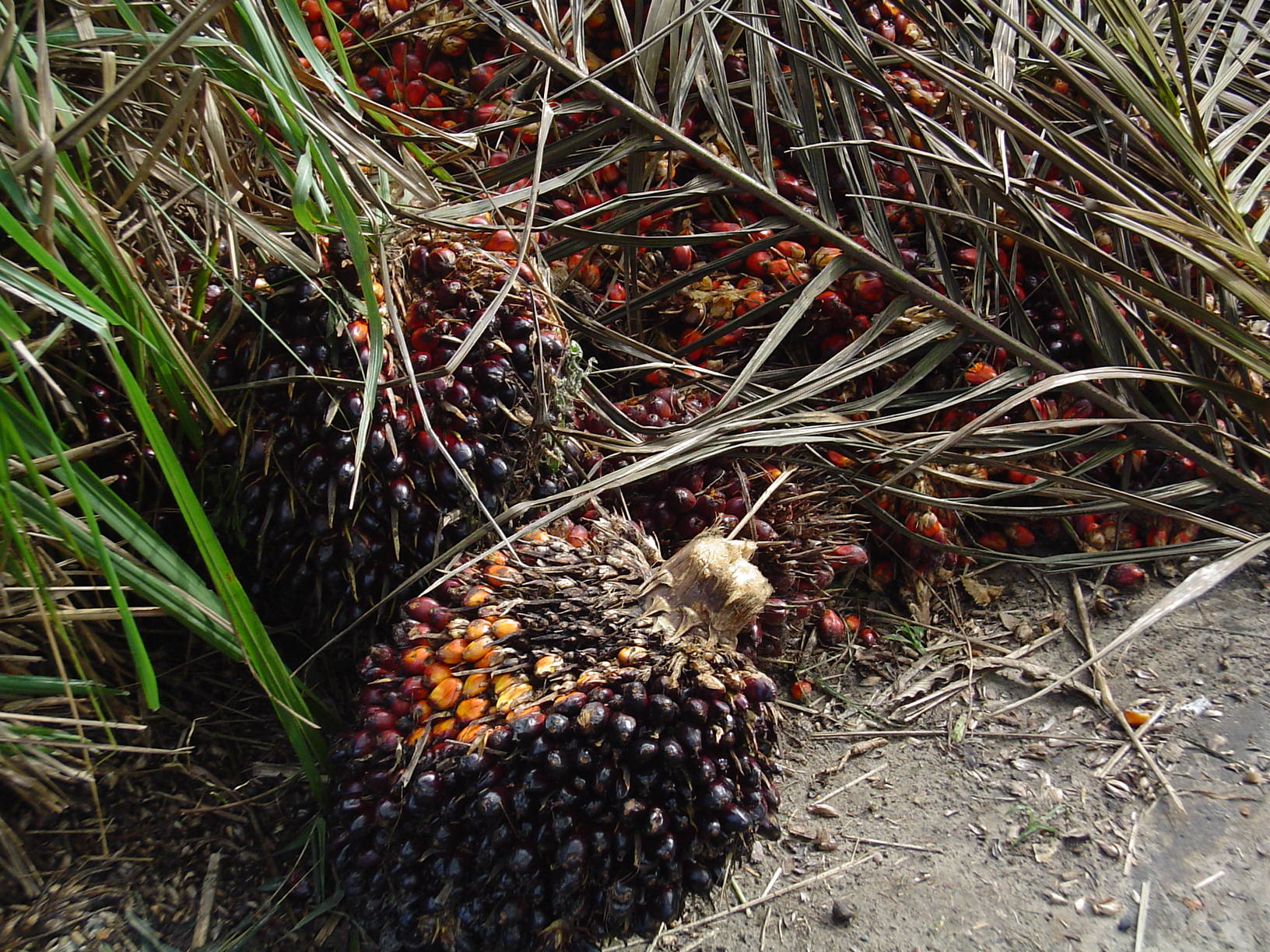
Fruit de la palmera Elaeis, de la que s'extreu l'oli de palma

L'oli de palma  és un oli vegetal obtingut del mesocarp del fruit de la palmera Elaeis guineensis; aquest tipus d'oli és molt emprat en el món, i només és superat per l'oli de soia. El fruit de la palma és lleugerament vermell i aquest color també el té l'oli de palma quan encara no està refinat. L'oli cru (no el refinat) de palma és una font de vitamina A i també de vitamina E.
La palma és originària d'Àfrica occidental, i se n'obté oli des de fa 5.000 anys, especialment a Guinea, d'on passà a Amèrica, després dels viatges de Cristòfor Colom, i més recentment s'ha estès a Àsia. El conreu a Malàisia n'és d'importància mundial, mentre a Amèrica els principals productors en són Colòmbia i l'Equador.

## Usos

### Culinaris
La naturalesa altament saturada de l'oli de palma el fa sòlid a temperatura ambient a les regions temperades, i el converteix en un substitut barat de la mantega o els olis vegetals hidrogenats en usos en què és desitjable el greix sòlid, com la fabricació de pastisseria i productes al forn. Les preocupacions en matèria de salut relacionades amb els greixos trans en olis vegetals hidrogenats poden haver contribuït a l'ús creixent d'oli de palma en la indústria alimentària.
Com oli de fregir o d'amanir, afegit a gelats, de la margarina que se n'obté se'n pot fer derivats succedanis de la mantega de cacau. S'utilitza en olis ultraprocessats.

### Industrials
És una matèria primera en producció de biodièsel, pinsos i sabó.

## Composició
És un oli saturat fins a un 50%; de mitjana té:
- 40-48% d'àcids grassos saturats (principalment palmític)
- 37-46% d'àcids grassos monoinsaturats (principalment oleic)
- 10% d'àcids grassos poliinsaturats.

## Producció

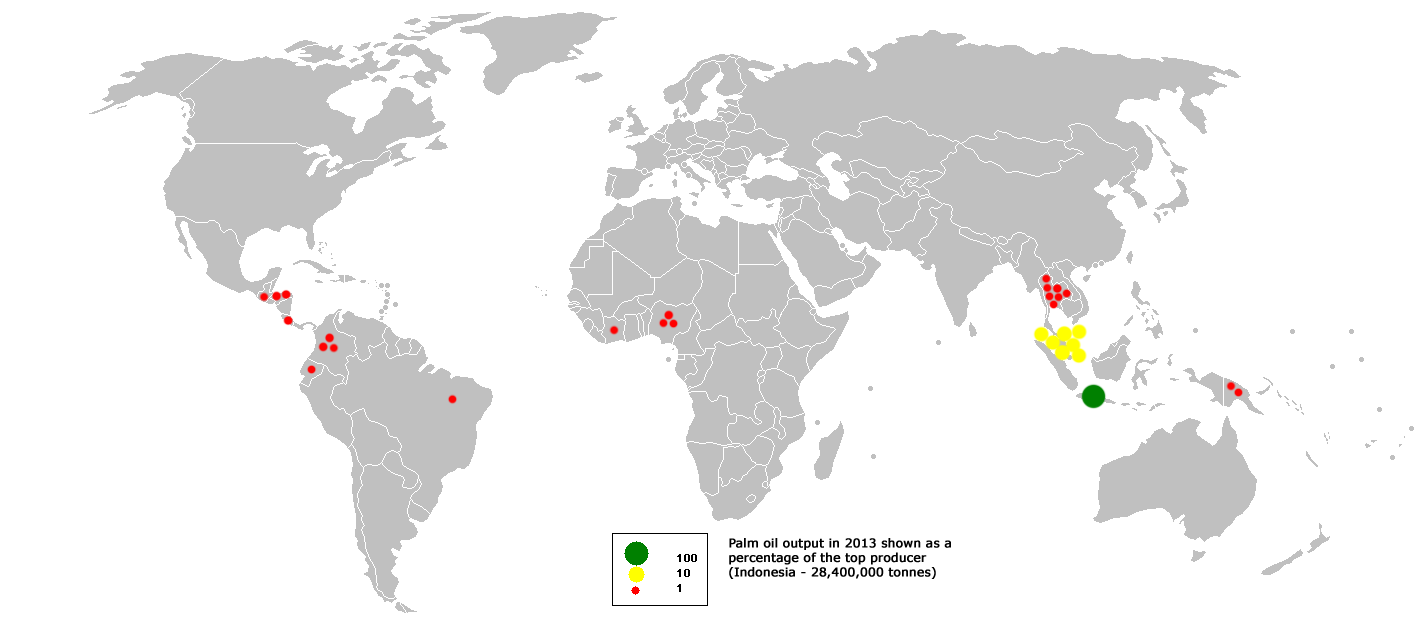
Mapa de la producció mundial d'oli de palma, 2013

El 2016, la producció global d'oli de palma es va estimar a 62,6 milions de tones, 2,7 milions de tones més que el 2015. El valor de producció d'oli de palma es va estimar en 39,3 mil milions de dòlars americans el 2016, un augment de 2.400 milions de dòlars americans (o +7%) respecte a la xifra de producció registrada l'any anterior. Entre el 1962 i el 1982, les exportacions mundials d'oli de palma van augmentar al voltant de mig milió a 2,4 milions de tones anuals, i el 2008 la producció mundial d'oli de palma i de nucli de palma va ascendir a 48 milions de tones. Segons les previsions de la FAO per al 2020, la demanda global d'oli de palma es duplicarà i es triplicarà el 2050.
En el període 2018-2019 la producció mundial d'oli de palma fou de 73,5 milions de tones.

### Països productors
Per ordre d'importància:
- Indonèsia, superà a Malàisia el 2006, en produir més de 20,9 milions de tones.[7][8]
- Malàisia; el 1992, en resposta a les inquietuds per la desforestació, el govern de Malàisia es va comprometre a limitar l'expansió de les plantacions d'oli de palma conservant un mínim de la meitat de la terra de la nació com a coberta forestal.[9][10]
- Nigèria; fins al 1934, Nigèria n'havia estat el productor més gran del món. Tant petits com grans productors en participen en la indústria.[11][12]
- Tailàndia.[13]
- Colòmbia; alguns afrocolombians afirmen que algunes d'aquestes noves plantacions els han estat expropiades després d'haver estat expulsats per la pobresa i la guerra civil, mentre que els guàrdies armats intimiden la resta de persones per despoblar encara més la terra.[14]
- Equador.[15]
- Altres: Benín, Camerun, Kenya, Ghana...

## Efectes socials
La indústria de l'oli de palma ha tingut impactes positius i negatius sobre els treballadors, els pobles indígenes i els residents de les comunitats productores d'oli de palma. La producció d'oli de palma ofereix oportunitats d'ocupació i s'ha demostrat que millora les infraestructures, els serveis socials i redueix la pobresa. Tot i això, en alguns casos, les plantacions d'oli de palma s'han desenvolupat en terres sense consulta ni compensació als indígenes que l'habitaven, provocant conflictes socials. L'ús d'immigrants il·legals a Malàisia també ha suscitat preocupació sobre les condicions laborals dins la indústria de l'oli de palma.
Algunes iniciatives socials utilitzen el cultiu d'oli de palma com a part de les estratègies d'alleujament de la pobresa. Entre els exemples, hi ha el projecte d'oli de palma híbrid de la FAO a l'oest de Kenya, que millora els ingressos i la dieta de les poblacions locals.
L'ús d'oli de palma en la producció de biodièsel ha provocat la preocupació que la necessitat de combustible s'està situant per davant de la necessitat d'aliments, provocant desnutrició en nacions en desenvolupament. Això es coneix com el debat entre aliments i biocombustibles.

## Problemes ambientals
Si bé només el 5% de les terres agrícoles mundials s'utilitzen per a plantacions de palma, el cultiu de palma produeix el 38% del subministrament total d'oli vegetal mundial. Pel que fa al rendiment d'oli, una plantació de palma és 10 vegades més productiva que el cultiu de soja, de gira-sol o de colza, perquè la fruita de palma i el nucli proporcionen oli utilitzable. L'oli de palma és l'oli vegetal més sostenible en termes de rendiment, i requereix una novena part de la terra utilitzada per altres cultius d'oli vegetal, però en el futur els microbis cultivats en laboratori podrien obtenir rendiments més elevats per unitat de terra a preus equiparables.

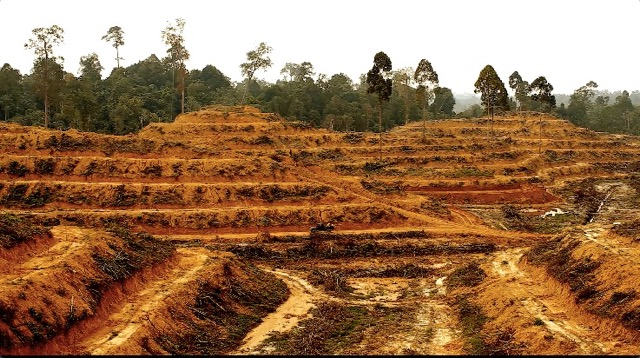
Desforestació il·legal per a una plantació d'oli de palma

Tot i això, el conreu d'oli de palma ha estat criticat pel seu impacte en el medi natural, incloent-hi la desforestació, la pèrdua d'hàbitats naturals, i les emissions de gasos d'efecte d'hivernacleque han amenaçat les espècies en perill d'extinció, com ara l'orangutan i el tigre de Sumatra.
Grups ecologistes com Greenpeace i Friends of the Earth s'oposen a l'ús de biocombustibles d'oli de palma, i afirmen que la desforestació causada per plantacions de palma d'oli és més perjudicial per al clima que els beneficis obtinguts en canviar al biocombustible i utilitzar les palmes com a embornals de carboni.
Un estudi del 2018 de la Unió Internacional per a la Conservació de la Natura (UICN) va concloure que l'oli de palma és "aquí per quedar-se" a causa de la seva major productivitat en comparació amb molts altres olis vegetals. La UICN sosté que la substitució de l'oli de palma per altres olis vegetals requeriria majors quantitats de terres agrícoles, i afectaria negativament la biodiversitat. La UICN aposta per millors pràctiques en la indústria de l'oli de palma, inclosa la prevenció de l'expansió de les plantacions a les zones boscoses i la creació d'una demanda de productes d'oli de palma certificats i sostenibles.
El 2019, Rainforest Action Network va examinar vuit marques mundials implicades en l'extracció d'oli de palma al Leuser Ecosystem i va dir que cap no actuava adequadament per evitar el “conflicte de l'oli de palma”. Moltes de les empreses van dir al The Guardian que estaven treballant per millorar-ne el rendiment. Un quadre de comandament de la WWF només ha valorat 15 de les 173 empreses que van funcionar bé.

## Nutrició i salut
Aportant calories significatives com a font de greix, l'oli de palma és una base alimentària en moltes cuines.
 De mitjana a nivell mundial, els humans van consumir 7,7 kg d'oli de palma per persona el 2015. Tot i que s'ha observat prèviament la relació del consum d'oli de palma amb el risc de malaltia, la qualitat de la investigació clínica que avalua específicament els efectes de l'oli de palma ha estat generalment pobra. En conseqüència, la investigació s'ha centrat en els efectes nocius del consum d'oli de palma i l'àcid palmític com a fonts de contingut saturat de greixos en olis comestibles, i s'ha arribat a la conclusió que l'oli de palma i els greixos saturats han de ser substituïts parcialment per greixos monoinsatrurats i greixos poliinsaturats de la dieta.
Actualment existeix un debat científic sobre els efectes perjudicials de la ingesta excessiva de diferents tipus de greixos, en concret sobre la ingesta excessiva de greixos saturats i poliinsaturats del tipus ω-6, mentre que la ingesta de ω-3 es massa baixa amb relació a la ingesta de ω-6.
A mesura que les administracions públiques i els consumidors prenen consciència d'aquests efectes nocius la indústria d'aliments ultraprocessats està canviant el tipus de grasses afegides i actualment (2024) es comença a veure publicitat en els envasos que el fabricant utilitza oli de gira-sol de tipus "alt oleic", que conté nivells baixos tant de grasses saturades com de poliinsaturades del tipus ω-6, i en canvi conté més d'un 75% de greix monoinsaturat ω-9 (oleic) que es considera molt més saludable quan la ingesta és alta, a diferència del ω-6 que té ingesta de referència recomanada per la EFSA (European Food Safety Authority) en el document "Labelling reference intake values for n-3 and n-6 polyunsaturated fatty acids".
Actualment (2024) aquests canvis en la formulació dels "greixos afegits", substituint tant greixos saturats com els ω-6 per ω-9, es veu poc encara en els productes de les grans empreses transnacionals i més en productes d'empreses d'àmbit nacional o regional. El preu de l'oli de palma (2024) a l'engròs és només de $0,87 per kg, i a més existeixen restriccions en les cadenes de subministrament, això ocasiona que els productes ultraprocessats de les grans empreses transnacionals segueixin incorporant quantitats molt altes tant de greix saturat com de tipus ω-6.

## Toxicologia
S'ha assenyalat contingut de 3-monocloropropanediol i el glicidol de l'oli de palma, també presents en l'oli de blat de moro i l'oli de coco, com a carcinògens. Actualment no hi ha cap evidència científica sobre la relació entre la ingesta d'oli de palma i el càncer. No hi ha proves experimentals o epidemiològiques que justifiquin l'associació del consum d'oli de palma amb una incidència més elevada de mortalitat per càncer en persones i les proves indirectes suggereixen que l'oli de palma no té efectes positius o negatius sobre el risc de càncer.